# Liste des œuvres publiques du 18e arrondissement de Paris

Cet article tente de recenser les principales œuvres d'art public du 18e arrondissement de Paris, en France.

## Liste
- Bleujaunerougerouge, Carmela Gross (2004, école Binet, rue Binet) ;
- Buste de Dalida, Alain Aslan (1987, place Dalida) ;
- L'Effet papillon, Gérard Laux (2010, rue Myrha, mur peint)[1] ;
- Fresque en céramique, Hervé Mathieu-Bachelot (station de métro Simplon) ;
- Hommage à Arago, Jan Dibbets (1994, installation de médaillons sur l'axe du méridien de Paris)
- Monument à Steinlein, Pierre Vannier (1936, place Constantin-Pecqueur) ;
- Le Mur des je t'aime, Frédéric Baron et Claire Kito (2000), square Jehan-Rictus (place des Abbesses) à Montmartre : œuvre murale en lave émaillée[2] ;
- Le Passe-muraille, Jean Marais (1989, place Marcel-Aymé) ;
- Le Progrès entraînant l'Industrie, Jules Dalou (1895, 6 rue de Clignancourt, fronton de la maison Dufayel) ;
- La Quatrième Pomme, Franck Scurti (2011, face au 120 boulevard de Clichy)[3] ;
- Square Carpeaux :
  - Montmartroise, Théophile Camel (1907) ;
  - Monument à Carpeaux, Léon Fagel (1911) ;
- Station de métro Abbesses :
  - Édicule d'entrée, Hector Guimard[4] ;
  - Fresque, œuvre collective (escalier d'accès à la station de métro), détruite lors de la rénovation en 2007[5] et remplacée par des fresques photographiques de Jacques Habbas[6]  pour l'un des escaliers, une fresque due aux artistes de l'association Paris-Montmartre pour l'autre[7].
- Statue d'Eugène Carrière, Henri Sauvage architecte, Jean-René Carrière sculpteur, (1959), Place Constantin-Pecqueur, angle des rues Junot et Caulaincourt).

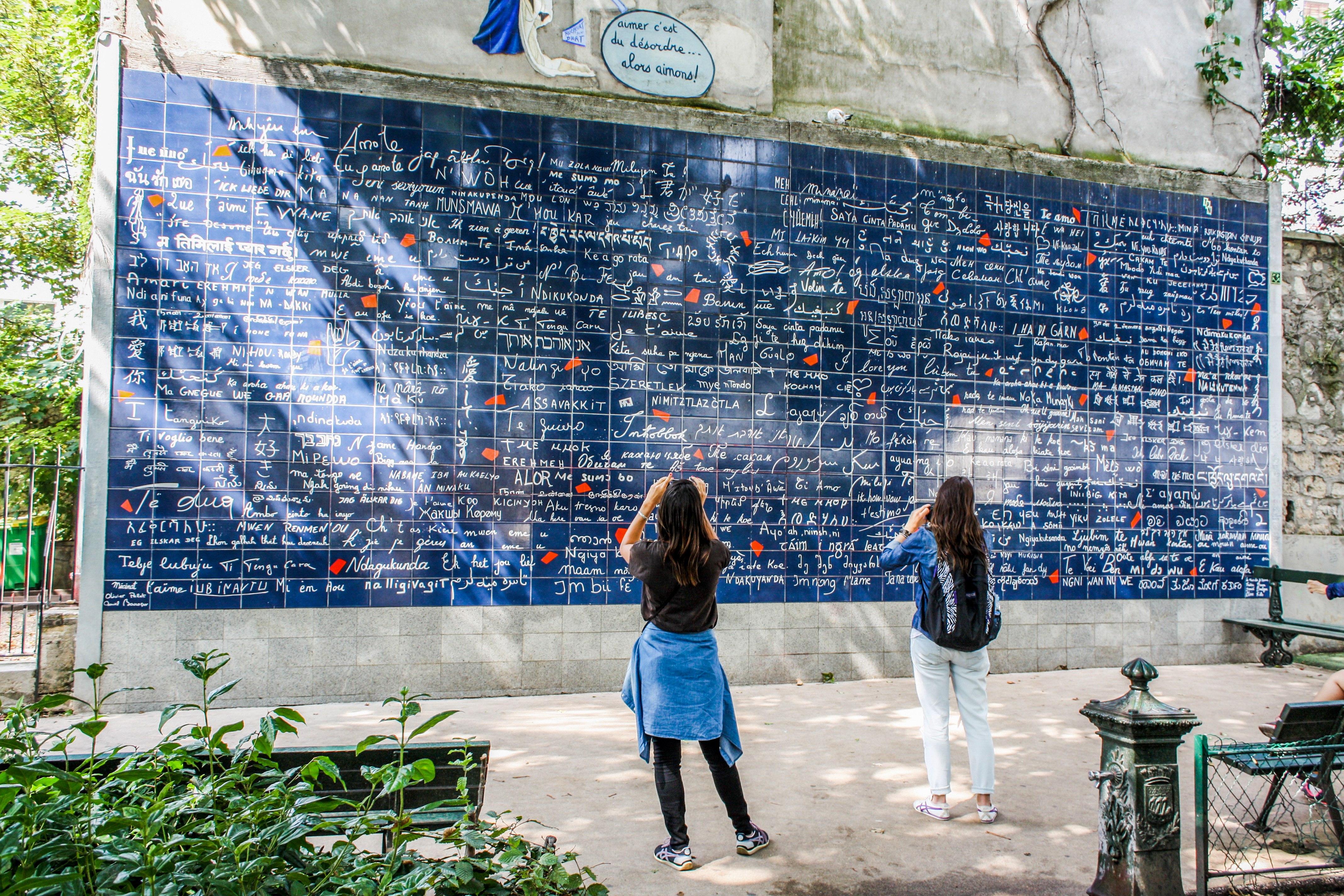
Le Mur des je t'aime à Montmartre reproduit 311 « je t'aime » en 250 langues.
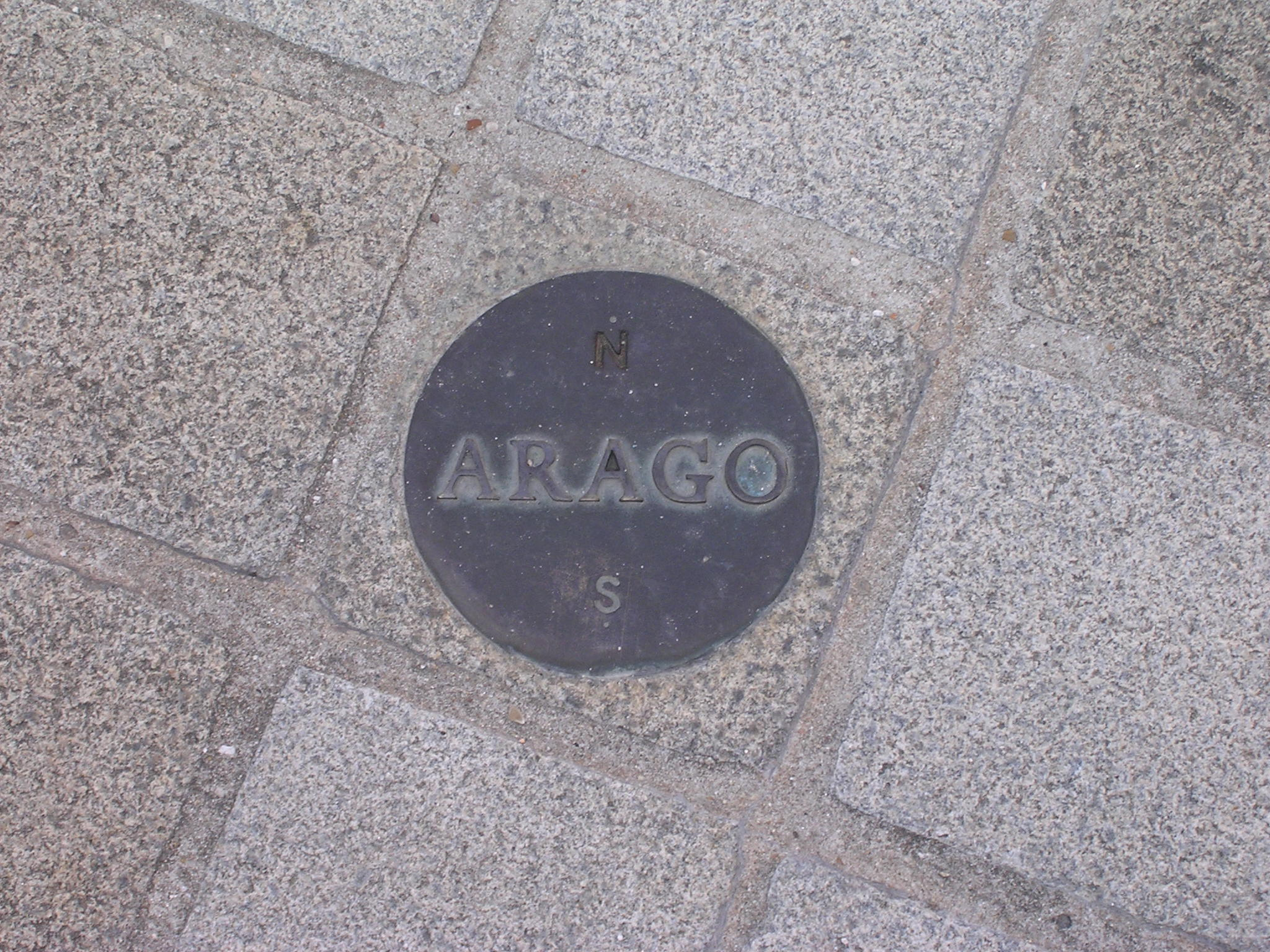
L'un des 135 médaillons de bronze de l'Hommage à Arago.
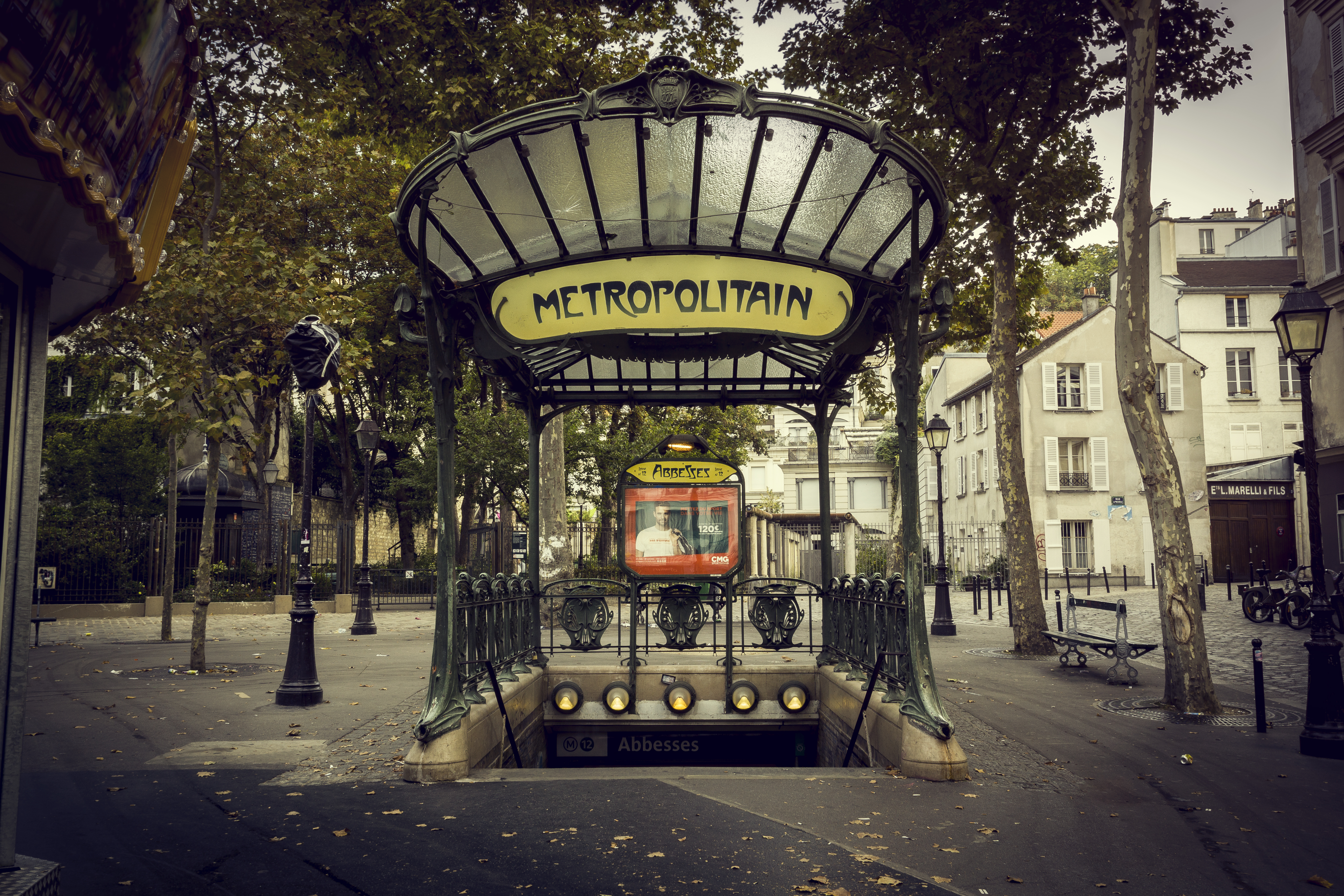
Édicule Guimard à l'entrée de la station de métro Abbesses.